# Johan Lundin (musiker)
Johan Lundin, född 31 januari 1849 i Björklinge församling, Uppsala län, död 15 maj 1929 i Funbo församling, Uppsala län, var en svensk spelman, violinist och lantbrukare.  

## Biografi
Johan Lundin föddes 1849 i Björklinge församling. Han började vid 16 års ålder att spela fiol. Lundin var under en tid bosatt i Gävle och flyttade på 1880-talet tillbaka till Björklinge. Pp hemorten fick han kontakt med spelmännen Anders Ljungqvist (Gås-Anders), klarinettisten Tjäder, nyckelharpisten Anders Persson. Lundin deltog i Uppsalatävlingen 1909. Han arbetade även som lantbrukare på Bärby i Funbo församling.

## Kompositioner

### Upptecknade låtar
- Vals efter Vilhelm Gelotte.[4]
- Vals.[4]
- Vals.[4]
- Vals i A-dur.[4]
- Polska efter Gås Anders.[4]
- Vals efter Gås Anders.[4]
- Polska från Björklinge.[4]
- Polska efter Gås Anders.[4]
- Polska efter Gås Anders.[4]
- Vals efter Gås Anders.[4]
- Vals från Björklinge.[4]
- Polska efter Byss-Calle.[4]
- Stenbockens polska.[4]
- Polska efter Erik Lundvall.[4]
- Polska efter Erik Lundvall.[4]
- Gåsvikarens vals efter Anders Andersson.[4]
- Vals.[4]
- Polska från Ärlinghundra[4]
- Kryddpelles polska[4]
- Vals[4]
- Vals[4]
- Vals[4]
- Vals[4]
- Polska efter Gås Anders[4]
- Marsch efter Gås Anders[4]
- Vallåt från Tierp[4]
- Vals efter Gås Anders[4]
- Matlåt efter L. F. Printz[4]
- Brudmarsch efter L. F. Printz[4]
- Vals efter L. F. Printz[4]
- Vals i C-dur efter Gås Anders[4]
- Vals[4]
- Polska[4]
- Polska i A-dur efter Gås Anders[4]